# Józef Lepiarczyk
Józef Lepiarczyk (ur. 7 września 1917 w Rybniku, zm. 16 grudnia 1985 w Krakowie) – polski historyk sztuki.

## Życiorys
Urodził się w rodzinie kupca Jana i Antoniny Lepiarczyków. Po uzyskaniu świadectwa dojrzałości w gimnazjum w Rybniku (1935), w tym samym roku rozpoczął studia historyczne na Uniwersytecie Jagiellońskim. Po roku jako drugi przedmiot wybrał historię sztuki i z czasem zupełnie jej się poświęcił. Studia przerwała wojna i tytuł magistra otrzymał dopiero 4 kwietnia 1950 roku na podstawie rozprawy o dziejach budowy kościoła Mariackiego. W tym samym roku został starszym asystentem w Katedrze Historii Sztuki UJ, wcześniej rezygnując z pracy w Wydziale Kultury Urzędu Marszałkowskiego. W 1951 zrezygnował także ze stanowiska na Politechnice w Krakowie pozostając na Uniwersytecie. W międzyczasie obejmował także stanowisko Miejskiego Konserwatora Zabytków.
Tytuł doktora uzyskał w 1952 roku dzięki pracy poświęconej działalności Franciszka Placidiego, habilitację – w 1968 (rozprawa o działalności architektonicznej Sebastiana Sierakowskiego). Tytuł profesora nadzwyczajnego przyznano mu w 1985 roku.
Obok działalności uniwersyteckiej Lepiarczyk brał udział w pracach licznych instytucji i komisji. Opublikował około 100 prac, z czego pierwsze pojawiły się w 1946. Jego dorobek zawiera publikacje bezpośrednio związane z historią sztuki, prace poświęcone problemom konserwacji i ochrony zabytków, bibliografie i katalogi zabytków. Pod jego kierunkiem powstały 22 prace magisterskie, recenzował 59. Był także recenzentem 12 prac doktorskich i przewodu habilitacyjnego Jana J. Ostrowskiego.
Zmarł w Krakowie, pochowany na cmentarzu Rakowickim (kwatera LXIV-3-18).

## Ordery i odznaczenia
- Krzyż Kawalerski Orderu Odrodzenia Polski[1]
- Złoty Krzyż Zasługi[1]
- Medal 10-lecia Polski Ludowej (15 stycznia 1955)[4]
- Odznaka „Zasłużony Działacz Kultury”
- Złota Odznaka „Za Pracę Społeczną dla miasta Krakowa” (1972)[1]